# Yann Queffélec
Yann Queffélec (n. 4 septembrie 1949, Paris, Franța) este un scriitor francez care a câștigat Premiul Goncourt în 1985 pentru romanul său Les Noces barbares. Este fostul soț al regretatei pianiste Brigitte Engerer și fratele muzicienei Anne Queffélec. Tatăl lor a fost scriitorul Henri Queffélec.